# Mendocino (nummer)
Mendocino is een nummer van de Amerikaanse texmexband Sir Douglas Quintet uit 1968.

## Achtergrond
De single is geschreven door Doug Sahm, de frontman van de band. Het nummer is afkomstig van het tweede studioalbum van de groep, tevens genaamd Mendocino.
De single werd in december 1968 uitgebracht. In de Verenigde Staten werd het nummer geen grote hit, en kwam het niet verder dan plek 27 in de Billboard Hot 100. In Europa was het een van de eerste texmexnummers die airplay kreeg en dat nieuwe geluid zorgde ervoor dat de single in veel Europese landen wel een hit werd. Het nummer bereikte de vijfde plek in de Nederlandse Top 40, de zesde plek in de Vlaamse Ultratop 50, nummer 2 in West-Duitsland en nummer 1 in Zwitserland.
Vanwege het succes werd de release van het gelijknamige album vervroegd. Vanwege het succes in Duitstalige landen nam de Duitse schlagerzanger Michael Holm in 1969 een Duitstalige cover op van het nummer. Deze versie verkocht in Duitsland meer dan een miljoen exemplaren.

## NPO Radio 2 Top 2000
| Nummer met noteringen in de NPO Radio 2 Top 2000 | '99  | '00  | '01 | '02  |
| ------------------------------------------------ | ---- | ---- | --- | ---- |
| Mendocino                                        | 1620 | 1511 | -   | 1940 |

1. ↑  Een '-' betekent dat het nummer niet was genoteerd en een vetgedrukt getal geeft de hoogste notering aan.
2. ↑  Deze tabel is bijgewerkt tot en met de laatste editie (2024).